# Château de Montrenard
Le château de Montrenard est un  château du XIVe siècle, situé sur la commune de Pouilly-sous-Charlieu dans le département de la Loire, en région Auvergne-Rhône-Alpes.
Le château fait l’objet d’une inscription au titre des monuments historiques par décision du 15 avril 1935.

## Situation
Le château de Montrenard est situé dans le département de la Loire sur la rive du Jarnossin, rivière qui prend sa source à Cuinzier (Loire) et se jette dans la Loire à Pouilly-sous-Charlieu.

## Histoire
D’après le Dictionnaire topographique du département de la Loire, Montrenard est cité depuis 1343, plusieurs orthographes ont existé : Monte Reynardi (1343), Montregnard (1660), Montregnard (1754) Mont Regnard (1761), puis Montrenard. Le château est construit par la famille Montrenard vers 1385. Les Montrenard ont le monopole des gués sur la Loire, situés entre les ports d'Aiguilly et de Pouilly. Cette petite seigneurie ne relève d'aucun suzerain. Jean de Montrenard, chevalier, est proche, mais non vassal, de sire Edouard II de Beaujeu, célèbre par ses débordements et des crimes. Edouard, en reconnaissance de ses services, lui cède des rentes importantes dans les paroisses d'Aiguilly et de Nandax. 
Les Montrenard se succèdent. Mais, à partir de 1500, la prospérité de la maison cesse. Joachim de Montrenard commence à vendre une partie de ses domaines (1535). En 1588, Montrenard appartient à Claude de Cremeaux, puis, en 1601, le fief est la propriété des d’Apchon. Les Michon de Vougy de la Farge furent les derniers propriétaires avant la révolution. En 1766, ils obtiennent l’érection en comté de leurs terres de Vougy, Aiguilly, Montrenard, Bonvert et la Farge.
Propriété d'une personne privée, le marquis Jean-Louis D’Andigné, le château ne se visite pas. Une association est créée
 en 2014, l’association des Amis du château de Montrenard, afin de faire connaître le château et réaliser des travaux de maintenance.

## Description

### L’extérieur
Le château se compose d'une enceinte quadrangulaire dont trois angles sont flanqués d'une échauguette en encorbellement et le quatrième, au sud-ouest, est occupé par un donjon carré. Il est ceint de douves. Sur la face ouest et contiguë au donjon, la porte d'entrée est fortifiée par une bretèche, sorte de mâchicoulis monté sur une arcade. La porte donne accès à un couloir percé d'un trou d'assommoir.
Le donjon est divisé en quatre étages percés d'archères cruciformes. Ce château n'était pas destiné à résister à une attaque militaire. Il était un abri contre les bandes de pillards.

Vues du château
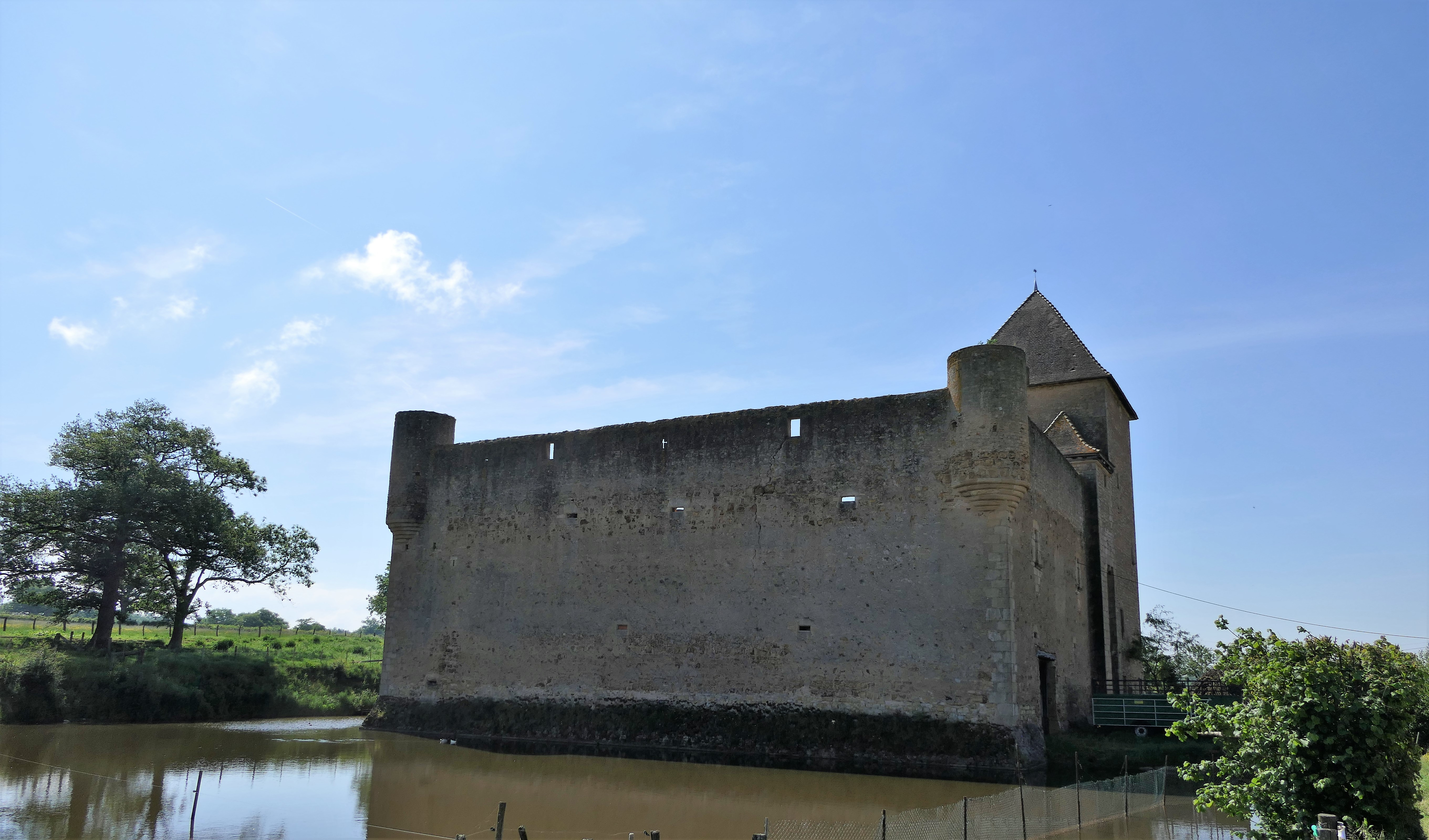
2017
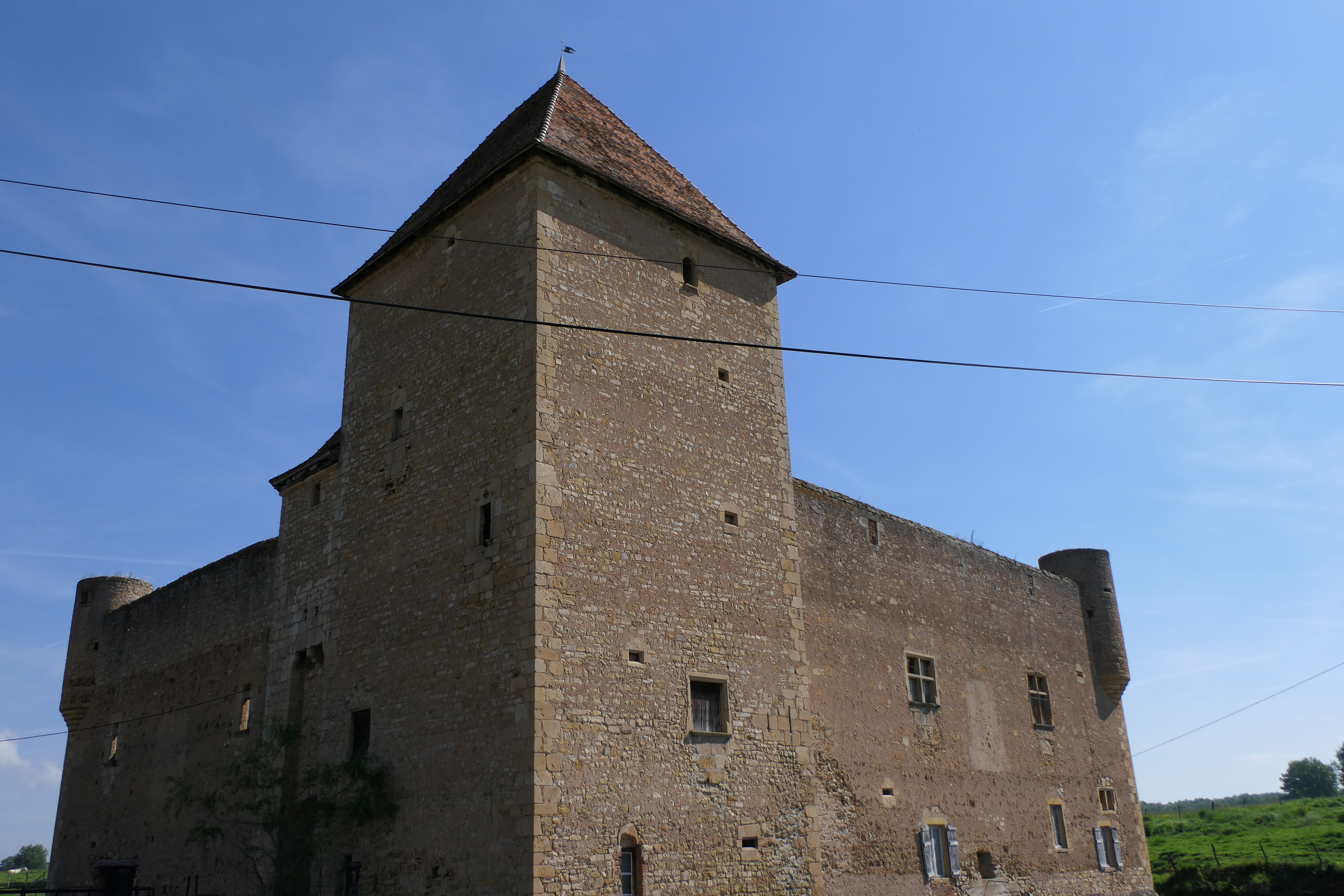
2017
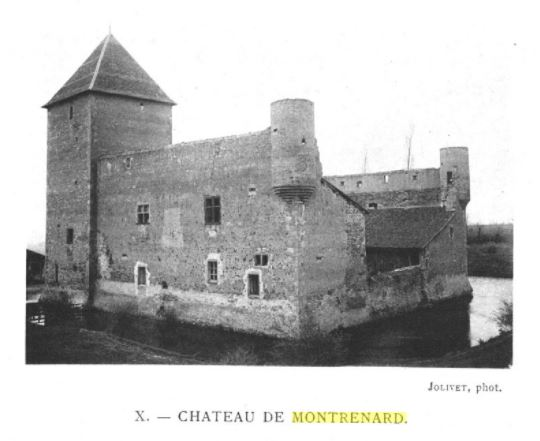
Château de Montrenard 1912
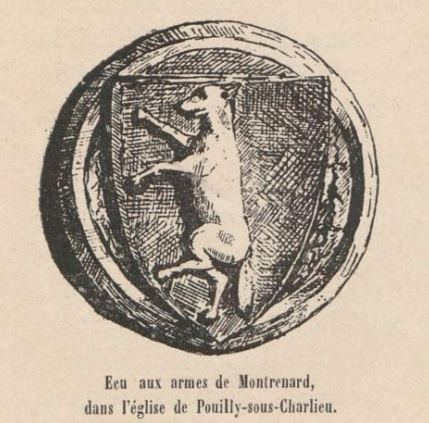
Ecu de la famille Montrenard (château de Montrenard) à l'église de Pouilly-sous-Charlieu

### L’intérieur
Lors de la visite que font en 1911 des membres de la Diana, Joseph Jacques  écrit "tous les appartements des anciens seigneurs de Montrenard ne devaient être ni luxueux ni même confortables, mais rudes comme leurs habitants. Actuellement ce dont des greniers ou des fenils. Il n’y a plus trace de boiserie, de mobilier ou de décoration. Tout a disparu : contraste frappant avec l’extérieur dont la conservation est presque parfaite".